# Стоцкий, Дмитрий Валерьевич
Дми́трий Вале́рьевич Сто́цкий (род. 1 декабря 1989, Калининград) — российский футболист, защитник клуба «Черноморец».

## Карьера
Воспитанник калининградского футбола. Первый тренер — Виктор Шеленков, но большую часть времени, с 7 до 18 лет занимался у Виктора Бирюкова. 1 ноября 2009 года, в матче с новотроицкой «Ностой», Стоцкий, выйдя на замену на 81-й минуте, дебютировал за «Балтику». В 2010 году полгода провёл в аренде в клубе высшего литовского дивизиона «Клайпеда», за который провёл 13 матчей и забил 1 гол. С сезона 2011/2012 являлся твёрдым игроком стартового состава «Балтики». В сезоне 2014/2015, после ухода Григория Чиркина, был капитаном клуба.
В феврале 2015 года перешёл в клуб Премьер-Лиги «Уфа», подписав контракт на 2,5 года. Дебютировал в составе уфимцев 8 марта в гостевом матче с московским «Динамо», провёл на поле все 90 минут. 17 мая в 28 туре в матче против «Зенита» отдал голевой пас, а 23 мая в 29 туре в матче против московского «Спартака» забил победный гол.
12 мая 2018 года было объявлено, что по окончании сезона 2017/2018 Стоцкий перейдет в команду «Краснодар».
В Краснодаре стал универсальным игроком замены-Дмитрий играет и левого флангового атакующего, и также подменял в случае рецидивов или пропусков/удалений крайних защитников, поэтому и играл на позициях левого и правого защитника. 28 апреля 2019 года в решающем матче за 3 место и попадание в квалификацию Лиги Чемпионов с ЦСКА в результате контратаки забил второй гол.
В сентябре 2024 года вернулся в футбольный клуб «Уфа».

## В сборной
16 августа 2018 года попал в расширенный состав сборной России для участия в учебно-тренировочном сборе в Новогорске. Дебютировал 10 сентября 2018 года в товарищеском матче против Чехии, заменив Дениса Черышева.

## Статистика

### Клубная
| Выступление      | Выступление      | Выступление      | Чемпионат | Чемпионат | Кубки | Кубки | Еврокубки | Еврокубки | Прочие | Прочие | Итого | Итого |
| Клуб             | Лига             | Сезон            | Игры      | Голы      | Игры  | Голы  | Игры      | Голы      | Игры   | Голы   | Игры  | Голы  |
| ---------------- | ---------------- | ---------------- | --------- | --------- | ----- | ----- | --------- | --------- | ------ | ------ | ----- | ----- |
| Балтика          | ФНЛ              | 2009             | 1         | 0         | —     | —     | —         | —         | —      | —      | 1     | 0     |
| Балтика          | ФНЛ              | 2010             | 9         | 0         | —     | —     | —         | —         | —      | —      | 9     | 0     |
| Балтика          | ФНЛ              | 2011/12          | 30        | 4         | 1     | 0     | —         | —         | —      | —      | 31    | 4     |
| Балтика          | ФНЛ              | 2012/13          | 30        | 1         | 2     | 0     | —         | —         | —      | —      | 32    | 1     |
| Балтика          | ФНЛ              | 2013/14          | 33        | 2         | 1     | 1     | —         | —         | —      | —      | 34    | 3     |
| Балтика          | ФНЛ              | 2014/15          | 20        | 1         | 2     | 1     | —         | —         | —      | —      | 22    | 2     |
| Балтика          | Итого            | Итого            | 122       | 8         | 6     | 2     | —         | —         | —      | —      | 128   | 10    |
| → Клайпеда       | А Лига           | 2010             | 13        | 1         | —     | —     | —         | —         | —      | —      | 13    | 1     |
| → Клайпеда       | Итого            | Итого            | 13        | 1         | —     | —     | —         | —         | —      | —      | 13    | 1     |
| Уфа              | Премьер-лига     | 2014/15          | 10        | 2         | —     | —     | —         | —         | —      | —      | 10    | 2     |
| Уфа              | Премьер-лига     | 2015/16          | 30        | 2         | 1     | 0     | —         | —         | —      | —      | 31    | 2     |
| Уфа              | Премьер-лига     | 2016/17          | 29        | 3         | 3     | 0     | —         | —         | —      | —      | 32    | 3     |
| Уфа              | Премьер-лига     | 2017/18          | 28        | 3         | 1     | 0     | —         | —         | —      | —      | 29    | 3     |
| Уфа              | Итого            | Итого            | 97        | 10        | 5     | 0     | —         | —         | —      | —      | 102   | 10    |
| Краснодар        | Премьер-лига     | 2018/19          | 25        | 1         | 4     | 0     | 8         | 0         | —      | —      | 37    | 1     |
| Краснодар        | Премьер-лига     | 2019/20          | 12        | 0         | 1     | 0     | 4         | 0         | —      | —      | 17    | 0     |
| Краснодар        | Премьер-лига     | 2020/21          | 6         | 1         | —     | —     | —         | —         | —      | —      | 6     | 1     |
| Краснодар        | Премьер-лига     | 2021/22          | 6         | 0         | 2     | 0     | —         | —         | —      | —      | 8     | 0     |
| Краснодар        | Итого            | Итого            | 49        | 2         | 7     | 0     | 12        | 0         | —      | —      | 68    | 2     |
| → Краснодар-2    | ФНЛ              | 2020/21          | 1         | 0         | —     | —     | —         | —         | —      | —      | 1     | 0     |
| → Краснодар-2    | Итого            | Итого            | 1         | 0         | —     | —     | —         | —         | —      | —      | 1     | 0     |
| Пари НН          | Премьер-лига     | 2021/22          | 12        | 1         | 1     | 0     | —         | —         | —      | —      | 13    | 1     |
| Пари НН          | Премьер-лига     | 2022/23          | 25        | 2         | 4     | 0     | —         | —         | 2      | 0      | 31    | 2     |
| Пари НН          | Премьер-лига     | 2023/24          | 22        | 2         | 5     | 0     | —         | —         | —      | —      | 27    | 2     |
| Пари НН          | Итого            | Итого            | 59        | 5         | 10    | 0     | —         | —         | 2      | 0      | 71    | 5     |
| Всего за карьеру | Всего за карьеру | Всего за карьеру | 341       | 26        | 28    | 2     | 12        | 0         | 2      | 0      | 383   | 28    |

### Сборная
| Матчи и голы Дмитрия Стоцкого за сборную России | Матчи и голы Дмитрия Стоцкого за сборную России | Матчи и голы Дмитрия Стоцкого за сборную России | Матчи и голы Дмитрия Стоцкого за сборную России | Матчи и голы Дмитрия Стоцкого за сборную России | Матчи и голы Дмитрия Стоцкого за сборную России | Матчи и голы Дмитрия Стоцкого за сборную России |
| №                                               | Дата                                            | Оппонент                                        | Счёт                                            | Голы                                            | Турнир                                          |                                                 |
| ----------------------------------------------- | ----------------------------------------------- | ----------------------------------------------- | ----------------------------------------------- | ----------------------------------------------- | ----------------------------------------------- | ----------------------------------------------- |
| 1                                               | 10 сентября 2018                                | Чехия                                           | 5:1                                             | -                                               | Товарищеский матч                               |                                                 |

## Достижения
- Бронзовый призёр чемпионата России: 2018/19, 2019/20
- Бронзовый призёр Кубка ФНЛ 2013.
- Лучший игрок «Балтики» в первой половине сезона ФНЛ 2014/15.
- Лучший игрок месяца в составе «Уфы» — 2 раза.